# Мишуково (Вологодская область)
Мишуково — деревня в Тотемском районе Вологодской области.
Входит в состав Вожбальского сельского поселения, с точки зрения административно-территориального деления — в Вожбальский сельсовет.
Расстояние по автодороге до районного центра Тотьмы — 45 км, до центра муниципального образования деревни Кудринская — 1 км. Ближайшие населённые пункты — Давыдково, Кудринская, Лодыгино, Пахтусово, Сергеево, Шулево.
По переписи 2002 года население — 20 человек (8 мужчин, 12 женщин). Преобладающая национальность — русские (95 %).